# Краматорський трамвай
Крамато́рський трамва́й — закрита трамвайна система міста Краматорськ Донецької області.

## Історія
У травні 1936 року у місті розпочалося будівництво трамвайної лінії, а вже 12 травня 1937 року — відкрито регулярний рух лінією завдовжки 4,5 км та невелике депо.
1938 року існуючу лінію подовжено на 2,5 км на північ до верстатозаводу.
Станом на 1941 рік діяв єдиний маршрут «Парк імені Леніна (Сад Бернацького) — Верстатозавод» завдовжки 6,7 км. На маршруті працювало 7 двовісних вагонів типу Х та М.
Про роботу трамвая під час окупації даних немає, однак вже у січні 1944 року рух було відновлено.
1952 року почали надходити поїзди КТМ-1/КТП-1.
1957 року відбулося чергове розширення мережі — відкрито лінію вулицею Центральною до селища Веселе.
1966 року основну лінію подовжено на північ — до заводу Енергомашспецсталь, а 1967 року — вул. Горького (Конрада Гампера) до залізничного мосту поблизу залізничного вокзалу завдовжки 3 км.
1967 року місто отримало 2 трамваї Tatra T3, однак вже за 5 років їх передали до Маріуполя. 1974 року до міста надійшли вагони КТМ-5, які з 1979 року були єдиним типом рухомого складу.
1969 року відкрито чергову лінію вулицею Дніпропетровською (нині — вул. Дніпровська) до селища Біленьке довжиною 7,8 км. На той час діяло 4 маршрути.
1982 року відкрито новий міст над залізницею в районі залізничного вокзалу і туди ж, до вокзалу, було подовжено відкриту ще 1967 року лінію.
1989 року відбулося останнє розширення трамвайної мережі — відкрито нову лінію до селища Ясногірка завдовжки 4,3 км. Тоді мережа досягла максимуму довжини — 38,4 км.
2003 року закрито лінію до залізничного вокзалу.
3 травня 2017 року виконавчим комітетом Краматорської міської ради прийнято рішення про початок процесу ліквідації трамвайного руху.
З 18 травня 2017 року вартість проїзду в трамваї становила 3,00 гривні.
Станом на липень 2017 року містом курсувало 8 пасажирських та 2 спеціальних вагони.
1 серпня 2017 року трамвайний рух остаточно припинений.
Даних про останній день роботи системи немає, однак ще 28 липня 2017 року трамваї курсували по маршрутах.

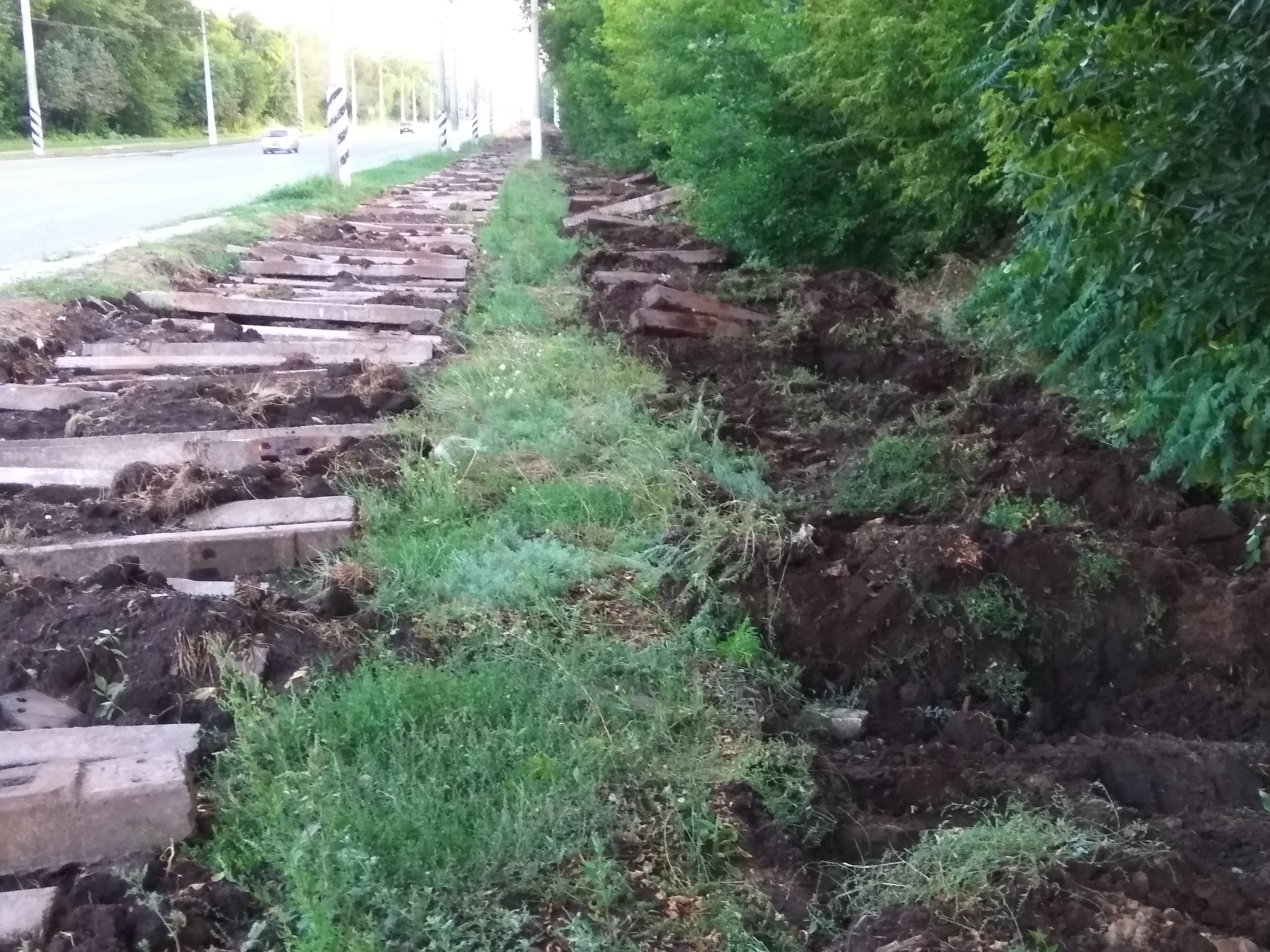
Демонтаж трамвайних колій
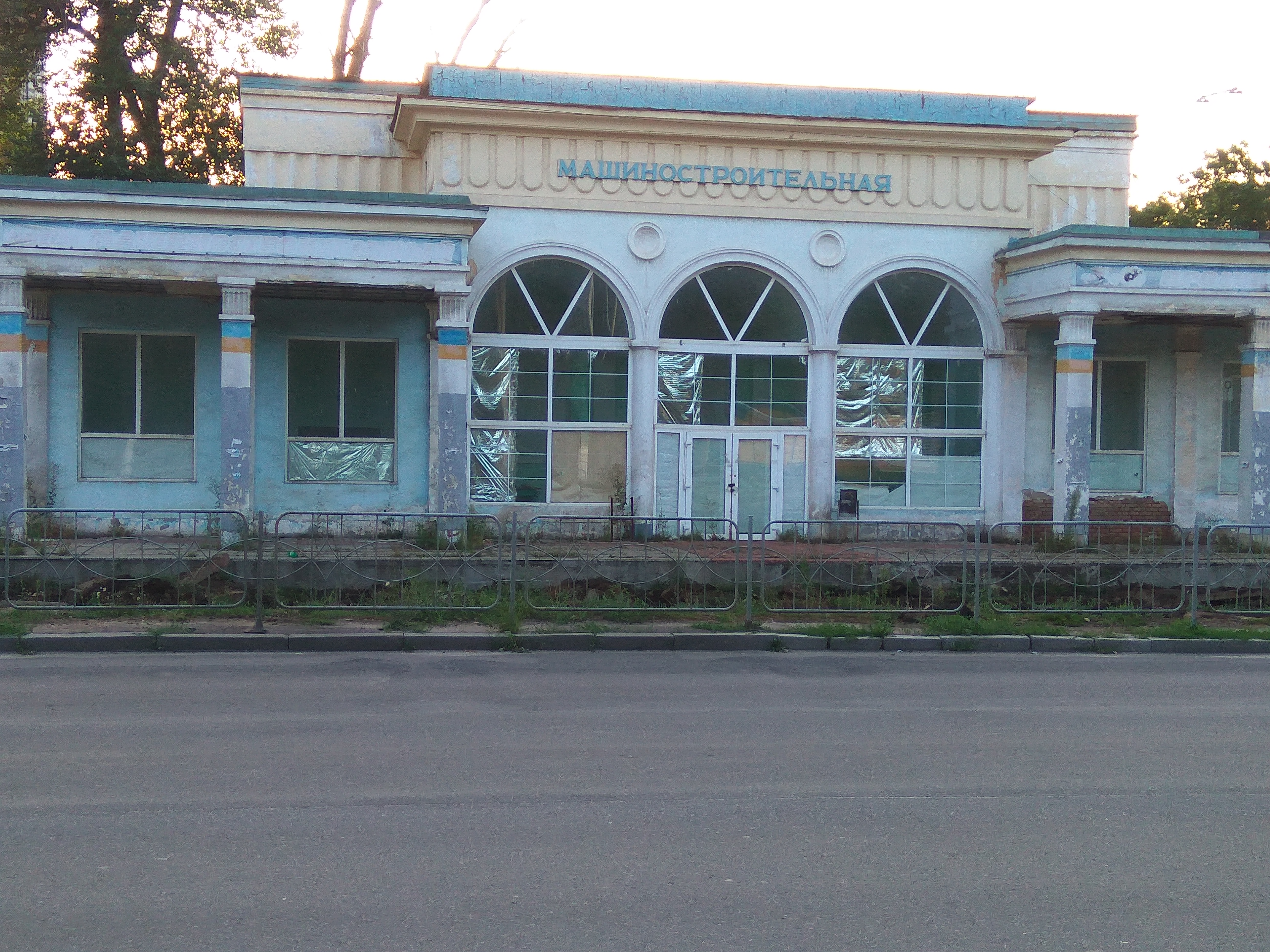
Станція Машинобудівельна

## Маршрути
У Краматорську діяли наступні маршрути:
| № | Маршрут руху                                                                                                  | Рік закриття            |
| - | --- | ----------------------- |
| 1 | Залізничний вокзал — ЕМСС                                                                                     | 2003                    |
| 2 | Вул. Біломорська — вул. Центральна — вул. Олекси Тихого — ЕМСС                                                | 2017                    |
| 3 | Вул. Біломорська — вул. Центральна — вул. Олекси Тихого — вул. Дніпровська — Селище Біленьке (вул. Аджарська) | 2017                    |
| 4 | Селище Біленьке (вул. Аджарська) — ЕМСС                                                                       | Наприкінці 1990-х років |
| 5 | Вул. Біломорська — вул. Центральна — вул. Олекси Тихого — Ясногірка (КЗМК)                                    | 2017                    |

## Рухомий склад
У Краматорську експлуатувався 61 вагон КТМ-5 (71-605), з яких станом на 1 січня 2017 року залишалося 14. Налічувалося 2 службових вагони.
| Моделі             | Кількість станом на 01.08.2017 |
| Пасажирські вагони | Пасажирські вагони             |
| ------------------ | ------------------------------ |
| 71-605             | 11                             |
| 71-605А            | 3                              |
| Всього:            | 14                             |
| Службові вагони    |                                |
| ТК-28А             | 1                              |
| ВТК-24             | 1                              |
| Всього:            | 2                              |